# Исусова молитва
Исусова молитва (грч. ἡ προσευχὴ τοῦ Ἰησοῦ; сир. ܨܠܘܬܐ ܕܝܫܘܥ— Slotho d-Yeshu) или Молитва (грч. Ἡ εὐχή, у буквалном преводу Жеља) је кратка умна молитва која је веома цењена и коју препоручују цркве Православне вере
| „ | Κύριε Ἰησοῦ Χριστέ, Υἱὲ τοῦ Θεοῦ, ἐλέησόν με τὸν ἁμαρτωλόν. | ” |

| „ | ܡܪܝ ܝܫܘܥ ܡܫܝܚܐ ܒܪܗ ܕܐܠܘܐ ܪܚܡ ܥܠܝ ܚܛܝܐ. | ” |

| „ | Господе Исусе Христе, Сине Божији, помилуј мене грешнога. | ” |

Ова молитва садржи потпуно исповедање вере и мишљење човека о себи: да је грешан. Овом молитвом ми признајемо Исуса за Бога. Називамо га Исус јер је историјска личност (родио се у Витлејему) и Христос јер је сишао са небеса и оваплотио се од Духа Светога и Марије Дјеве и постао човек да би искупио људске грехе. Такође га признајемо за Бога када га називамо Син Божији. Делом помилуј мене грешнога ми тражимо да нам Он опрости грехе наше и да нас удостоји Небеског царства. Ову молитву највише користе монаси као део свог аскетског живота да би постигли виши ниво духовности.

## Порекло
Ова молитва је највероватније настала у египатским пустињама, које су насељавали Пустињски очеви у 5. веку. Молитва слична овој је нађена у писму Јована Златоустог. Она је гласила „Господе Исусе Христе, Сине Божији, смилуј ми се” или „Господе Исусе Христе, Сине Божији, смилуј нам се.” Најранија напомена ове молитве је предавању о Филимону у књизи Добротољубље. Филимон је живео у 7. веку нове ере. Прво спомињање ове молитве налази се у делу О духовном знању и дискриминацији који је написао Дијадох Фотијски (око 400-474) и који се налази у првом поглављу Добротољубља. Ова молитве која је нађена у раду Дијадоха Фотијског слична је молитви која је нађена у Саветовањима 9 и 10 Јована Касијана (око 360-435) и која гласи „О Боже, пожури да ме спасеш, О Господе, пожури да ми помогнеш". Дијадох везује ову молитву за чишћење душе и указује да ова молитва ствара унутрашњи мир ономе ко је користи.
Употреба Исусове молитве се препоручује у књизи Лествица коју је написао Јован Лествичник (око 525-606) и у раду Хесихиоса Прос Теодулон у првом поглављу Добротољубља. Коришћење Исусове молитве такође је тема духовног дела непознатог руског писца под именом Путовање Ходочасника.

## Теологија
Коришћење Исусове молитва се практикује у традицији исихазма која сматра, по Библији, да се Бог налази тамо где се спомиње Његово име. Коришћење ове молитве не доводи до приказивања Бога пред нама. Најважније за хришћански живот је, по Пустињским очевима из 5. века нове ере, и касније исихастима са Свете Горе, призивање Божијег имена. За Православље моћ Исусове молитве не долази само из њеног садржаја, већ и из призивања Исусовог имена.

## На разним језицима
- енгл.
- арап.
- перс.
- јерм.
- блр.
- буг.
- мађ.
- хав.
- гот.
- грч.
- груз.
- хебр.
- инд.
- шп.
- итал.
- кин: 主耶穌基督，上帝之子，憐憫我罪人。
- кореј.
- лат.
- лет.
- литв.
- малајс.
- хол.
- норв.
- осет.
- пољ.
- порт.
- хол.
- слч.
- тат.
- тур.
- удм.
- укр.
- фил.
- фин.
- фр.
- стсл.
- рус.
- рум.
- чеш.
- швед.
- есп.
- ест.
- јап.